# Bjerkøya (Holmestrand)
Bjerkøya est une île et un village de la commune de Sande , dans le comté de Vestfold en Norvège.

## Description
L'île de 0,8 km2 est située à l'extrémité de Sandebukta, à l'ouest de l'entrée du Drammensfjord. Elle est reliée au continent par une route.

## Aire protégée
Une partie du sud de Bjerkøya est protégée en tant que réserve naturelle de Bjørkøya, créée en 1988.